# 3906 Chao
3906 Chao eller 1987 KE1 är en asteroid i huvudbältet som upptäcktes den 31 maj 1987 av den amerikanska astronomen Carolyn S. Shoemaker vid Palomar-observatoriet. Den är uppkallad efter den amerikanska geologen Edward C. T. Chao.
Asteroiden har en diameter på ungefär 46 kilometer.